# 戈爾哈布爾縣
戈爾哈布爾縣是印度的一個縣，位於該國西部，由馬哈拉施特拉邦負責管轄，面積7,685平方公里，識字率為82.9%，2011年人口3,874,015，人口密度每平方公里504人。
16°41′52″N 74°13′31″E / 16.697904°N 74.225369°E